# Serra do Pastinho
A Serra do Pastinho é um conjunto de montanhas íngremes localizada em sentido noroeste a sudeste na Chapada Diamantina, região central do estado brasileiro da Bahia.
Em sua área corre o rio Água Suja, um dos principais afluentes do rio de Contas. Tem altitude máxima de 1 075 metros, e fica localizada na cidade de Abaíra.